# 谭钜添
谭钜添（1951年—），广东广州人，汉族，中华人民共和国政治人物、第十一届全国人民代表大会广东地区代表。
担任广州市江丰实业股份有限公司董事长、白云区江高镇江村党委书记，是中共党员。2008年起担任全国人大代表。